# British Council
British Council (doslovni prijevod: Britansko vijeće) britanska je kulturalna ustanova usmjerena obrazovnoj i kulturnoj suradnji i razmjeni između Ujedinjenog Kraljevstva i ostalih zemalja. Osnovana je 1934. kao Britanski odbor za odnose s ostalim zemljama, s ciljem promicanja britanskih interesa u svijetu. Trenutno postoje 233 podružnice British Councila u 100 zemalja diljem svijeta.

## Vanjske poveznice
- službene stranice
- British Council u Hrvatskoj  Arhivirana inačica izvorne stranice od 20. travnja 2012. (Wayback Machine)